# Llistat de videojocs d'Square Enix

Logotip d'Square Enix

Square Enix és una companyia japonesa de desenvolupament i publicació de videojocs que es va formar a partir de la fusió l'1 d'abril de 2003 del desenvolupador de videojocs Square i de l'editor Enix.
La companyia és més coneguda per les seves franquícies de videojocs que inclouen la sèrie Final Fantasy, Dragon Quest i Kingdom Hearts. De les seves propietats, la franquícia de Final Fantasy és la més venuda, amb unes vendes mundials superiors a més de 100 milions d'unitats. La sèrie Dragon Quest ha venut més de 57 milions d'unitats a tot el món i és una de les sèries de videojocs més populars al Japó, mentre que la sèrie Kingdom Hearts ha venut més de 12 milions de còpies a tot el món. Des de la seva creació, la companyia ha desenvolupat o publicat centenars de títols en diverses franquícies de videojocs per a diverses plataformes.
Square Enix és propietari de Taito Corporation, que continua publicant els seus propis videojocs, des del setembre de 2005, i va adquirir el publicador de jocs Eidos Interactive a l'abril de 2009, que s'ha combinat amb la sucursal europea d'Square Enix amb el nom d'Square Enix Europe. Aquesta llista inclou jocs minoristes desenvolupats o publicats per Square Enix després de la seva formació. No inclou jocs publicats per Taito, però inclou jocs publicats per Square Enix Europe.

## Llistat de videojocs
| Títol | Plataforma           | Data de llançament original      | Desenvolupador                                  | Japó    | Estats Units    | Europa          | Austràlia               | Referències             |
| --- | -------------------- | -------------------------------- | ----------------------------------------------- | ------- | --------------- | --------------- | ----------------------- | ----------------------- |
| Bakusou Yankee Damashii                                                                                        | Microsoft Windows    | 23 de maig de 2003               | Atelier Double                                  | Sí      | [ 8 ]           |                 |                         |                         |
| Hanjuku Hero Tai 3D                                                                                            | PlayStation 2        | 26 de juny de 2003               | Square Enix                                     | Sí      | [ 9 ]           |                 |                         |                         |
| All Star Pro-Wrestling III                                                                                     | PlayStation 2        | 7 d'agost de 2003                | Square Enix                                     | Sí      | [ 10 ]          |                 |                         |                         |
| Final Fantasy Crystal Chronicles                                                                               | GameCube             | 8 d'agost de 2003                | Square Enix                                     | Sí      | Sí              | Sí              | Sí                      | [ 11 ]                  |
| Sword of Mana                                                                                                  | Game Boy Advance     | 29 d'agost de 2003               | Brownie Brown                                   | Sí      | Sí              | Sí              | Sí                      | [ 12 ]                  |
| Drakengard | PlayStation 2        | 11 de setembre de 2003           | Cavia                                           | Sí      | Sí              | Sí              | Sí                      | [ 13 ]                  |
| Kenshin Dragon Quest: Yomigaerishi Densetsu no Ken                                                             | Handheld TV          | 19 de setembre de 2003           | Square Enix                                     | Sí      | [ 14 ]          |                 |                         |                         |
| The King of Automobile Companies                                                                               | Web browser          | 1 d'octubre de 2003              | thinkArts                                       | Sí      | [ 15 ]          |                 |                         |                         |
| Front Mission                                                                                                  | PlayStation          | 23 d'octubre de 2003             | Square Enix                                     | Sí      | [ 16 ]          |                 |                         |                         |
| Slime MoriMori Dragon Quest: Shōgeki no Shippo Dan                                                             | Game Boy Advance     | 14 de novembre de 2003           | Tose                                            | Sí      | [ 17 ]          |                 |                         |                         |
| Final Fantasy X-2                                                                                              | PlayStation 2        | 18 de novembre de 2003           | Square Enix                                     | Sí      | Sí              | Sí              | Sí                      | [ 18 ]                  |
| Front Mission 4                                                                                                | PlayStation 2        | 18 de desembre de 2003           | Square Enix                                     | Sí      | Sí              | [ 19 ]          |                         |                         |
| Fullmetal Alchemist and the Broken Angel                                                                       | PlayStation 2        | 25 de desembre de 2003           | Racjin                                          | Sí      | Sí              | [ 20 ]          |                         |                         |
| Dragon Quest V: Hand of the Heavenly Bride                                                                     | PlayStation 2        | 25 de març de 2004               | ArtePiazza / Matrix Software                    | Sí      | [ 21 ]          |                 |                         |                         |
| Junk Metal''                                                                                                   | Microsoft Windows    | 12 d'abril de 2004               | Metro / BrainNavi                               | Sí      | [ 22 ]          |                 |                         |                         |
| Dragon Quest Characters: Torneko no Daibōken 3 Advance                                                         | Game Boy Advance     | 24 de juny de 2004               | Chunsoft / Rakish                               | Sí      | [ 23 ]          |                 |                         |                         |
| Final Fantasy I                                                                                                | Game Boy Advance     | 29 de juliol de 2004             | Tose                                            | Sí      | Sí              | Sí              | Sí                      | [ 24 ]                  |
| Final Fantasy II                                                                                               | Game Boy Advance     | 29 de juliol de 2004             | Tose                                            | Sí      | Sí              | Sí              | Sí                      | [ 24 ]                  |
| Fullmetal Alchemist 2: Curse of the Crimson Elixir                                                             | PlayStation 2        | 22 de setembre de 2004           | Racjin                                          | Sí      | Sí              | [ 25 ]          |                         |                         |
| EverQuest II                                                                                                   | Microsoft Windows    | 8 de novembre de 2004            | Sony Online Entertainment                       | Sí      | [ 26 ]          |                 |                         |                         |
| Kingdom Hearts: Chain of Memories                                                                              | Game Boy Advance     | 11 de novembre de 2004           | Square Enix / Jupiter                           | Sí      | Sí              | Sí              | [ 27 ]                  |                         |
| Dragon Quest VIII: Journey of the Cursed King                                                                  | PlayStation 2        | 27 de novembre de 2004           | Level-5                                         | Sí      | Sí              | Sí              | Sí                      | [ 28 ]                  |
| Dragon Quest & Final Fantasy in Itadaki Street Special                                                         | PlayStation 2        | 22 de desembre de 2004           | Square Enix                                     | Sí      | [ 29 ]          |                 |                         |                         |
| Radiata Stories                                                                                                | PlayStation 2        | 27 de gener de 2005              | tri-Ace                                         | Sí      | Sí              | [ 30 ]          |                         |                         |
| Musashi: Samurai Legend                                                                                        | PlayStation 2        | 15 de març de 2005               | Square Enix                                     | Sí      | Sí              | Sí              | [ 31 ]                  |                         |
| Egg Monster Hero                                                                                               | Nintendo DS          | 24 de març de 2005               | Neverland                                       | Sí      | [ 32 ] [ 33 ]   |                 |                         |                         |
| Romancing SaGa                                                                                                 | PlayStation 2        | 21 d'abril de 2005               | Square Enix                                     | Sí      | Sí              | [ 34 ]          |                         |                         |
| Front Mission Online !Front Mission: Online                                                                    | PlayStation 2        | 12 de maig de 2005               | Square Enix                                     | Sí      | [ 35 ]          |                 |                         |                         |
| Hanjuku Hero 4: 7-Jin no Hanjuku Hero                                                                          | PlayStation 2        | 26 de maig de 2005               | Square Enix                                     | Sí      | [ 36 ]          |                 |                         |                         |
| Drakengard 2                                                                                                   | PlayStation 2        | 16 de juny de 2005               | Cavia                                           | Sí      | Sí              | Sí              | Sí                      | [ 37 ]                  |
| Fullmetal Alchemist 3: Kami o Tsugu Shōjo                                                                      | PlayStation 2        | 21 de juliol de 2005             | Racjin                                          | Sí      | [ 38 ]          |                 |                         |                         |
| Grandia III | PlayStation 2        | 4 d'agost de 2005                | Game Arts                                       | Sí      | Sí              | [ 39 ]          |                         |                         |
| Heavy Metal Thunder                                                                                            | PlayStation 2        | 1 de setembre de 2005            | Media.Vision                                    | Sí      | [ 40 ]          |                 |                         |                         |
| Code Age Commanders                                                                                            | PlayStation 2        | 13 d'octubre de 2005             | Square Enix                                     | Sí      | [ 41 ]          |                 |                         |                         |
| Dragon Quest Heroes: Rocket Slime                                                                              | Nintendo DS          | 1 de desembre de 2005            | Tose                                            | Sí      | Sí              | [ 42 ]          |                         |                         |
| Front Mission: Online                                                                                          | Microsoft Windows    | 8 de desembre de 2005            | Square Enix                                     | Sí      | [ 43 ]          |                 |                         |                         |
| Final Fantasy IV Advance                                                                                       | Game Boy Advance     | 15 de desembre de 2005           | Tose                                            | Sí      | Sí              | Sí              | Sí                      | [ 44 ]                  |
| Kingdom Hearts II                                                                                              | PlayStation 2        | 22 de desembre de 2005           | Square Enix                                     | Sí      | Sí              | Sí              | Sí                      | [ 45 ]                  |
| Front Mission 0005 Scars of the War !Front Mission 5: Scars of the War                                         | PlayStation 2        | 29 de desembre de 2005           | Square Enix                                     | Sí      | [ 46 ]          |                 |                         |                         |
| Dirge of Cerberus: Final Fantasy VII                                                                           | PlayStation 2        | 26 de gener de 2006              | Square Enix                                     | Sí      | Sí              | Sí              | Sí                      | [ 47 ]                  |
| Fantasy Earth: Zero                                                                                            | Microsoft Windows    | 23 de febrer de 2006             | Fenix Soft                                      | Sí      | Sí              | [ 48 ]          |                         |                         |
| Children of Mana                                                                                               | Nintendo DS          | 2 de març de 2006                | Nex Entertainment                               | Sí      | Sí              | Sí              | Sí                      | [ 49 ]                  |
| Valkyrie Profile: Lenneth                                                                                      | PlayStation Portable | 2 de març de 2006                | Tose                                            | Sí      | Sí              | Sí              | Sí                      | [ 50 ] [ 51 ]           |
| Final Fantasy XII                                                                                              | PlayStation 2        | 16 de març de 2006               | Square Enix                                     | Sí      | Sí              | Sí              | Sí                      | [ 52 ]                  |
| Final Fantasy XI                                                                                               | Xbox 360             | 18 d'abril de 2006               | Square Enix                                     | Sí      | Sí              | Sí              | [ 53 ]                  |                         |
| Dragon Quest: Shōnen Yangus to Fushigi no Dungeon                                                              | PlayStation 2        | 20 d'abril de 2006               | Cavia                                           | Sí      | [ 54 ]          |                 |                         |                         |
| Dragon Quest Final Fantasy Itadaki Street Portable !Dragon Quest & Final Fantasy in Itadaki Street Portable    | PlayStation Portable | 25 de maig de 2006               | Think Garage                                    | Sí      | [ 55 ] [ 56 ]   |                 |                         |                         |
| Valkyrie Profile 2: Silmeria                                                                                   | PlayStation 2        | 22 de juny de 2006               | tri-Ace                                         | Sí      | Sí              | Sí              | Sí                      | [ 57 ]                  |
| Mario Hoops 3-on-3                                                                                             | Nintendo DS          | 27 de juliol de 2006             | Square Enix                                     | Sí      | Sí              | Sí              | Sí                      | [ 58 ]                  |
| Final Fantasy 03 !Final Fantasy III                                                                            | Nintendo DS          | 24 d'agost de 2006               | Matrix Software                                 | Sí      | Sí              | Sí              | Sí                      | [ 59 ]                  |
| Final Fantasy 03 !Final Fantasy III                                                                            | PlayStation Portable | 20 de setembre de 2012           | Square Enix                                     | Sí      | Sí              | Sí              | [ 60 ]                  |                         |
| Final Fantasy 03 !Final Fantasy III                                                                            | Ouya                 | 29 de març de 2013               | Square Enix                                     | Sí      | Sí              | Sí              | Sí                      | [ 61 ]                  |
| Project Sylpheed                                                                                               | Xbox 360             | 28 de setembre de 2006           | Game Arts / SETA                                | Sí      | Sí              | Sí              | Sí                      | [ 62 ] [ 63 ]           |
| Final Fantasy 05 Advance !Final Fantasy V Advance                                                              | Game Boy Advance     | 12 d'octubre de 2006             | Tose                                            | Sí      | Sí              | Sí              | Sí                      | [ 64 ] [ 65 ]           |
| Final Fantasy 06 Advance !Final Fantasy VI Advance                                                             | Game Boy Advance     | 30 de novembre de 2006           | Tose                                            | Sí      | Sí              | Sí              | Sí                      | [ 66 ] [ 67 ]           |
| Final Fantasy Fables: Chocobo Tales                                                                            | Nintendo DS          | 14 de desembre de 2006           | h.a.n.d.                                        | Sí      | Sí              | Sí              | Sí                      | [ 68 ]                  |
| Dawn of Mana                                                                                                   | PlayStation 2        | 21 de desembre de 2006           | Square Enix                                     | Sí      | Sí              | [ 69 ]          |                         |                         |
| Dragon Quest Monsters Joker !Dragon Quest Monsters: Joker                                                      | Nintendo DS          | 28 de desembre de 2006           | Tose                                            | Sí      | Sí              | Sí              | Sí                      | [ 70 ]                  |
| Heroes of Mana                                                                                                 | Nintendo DS          | 8 de març de 2007                | Brownie Brown                                   | Sí      | Sí              | Sí              | Sí                      | [ 71 ]                  |
| Front Mission                                                                                                  | Nintendo DS          | 22 de març de 2007               | Square Enix                                     | Sí      | Sí              | [ 72 ]          |                         |                         |
| Kingdom Hearts 02 Final Mix !Kingdom Hearts II Final Mix+                                                      | PlayStation 2        | 29 de març de 2007               | Square Enix                                     | Sí      | [ 73 ]          |                 |                         |                         |
| Concerto Gate                                                                                                  | Microsoft Windows    | 6 d'abril de 2007                | ponsbic                                         | Sí      | [ 74 ]          |                 |                         |                         |
| Final Fantasy                                                                                                  | PlayStation Portable | 19 d'abril de 2007               | Tose                                            | Sí      | Sí              | Sí              | Sí                      | [ 75 ]                  |
| Final Fantasy 12: Revenant Wings !Final Fantasy XII: Revenant Wings                                            | Nintendo DS          | 26 d'abril de 2007               | Think & Feel                                    | Sí      | Sí              | Sí              | Sí                      | [ 76 ] [ 77 ]           |
| Final Fantasy Tactics: The War of the Lions                                                                    | PlayStation Portable | 10 de maig de 2007               | Square Enix                                     | Sí      | Sí              | Sí              | Sí                      | [ 78 ]                  |
| Odin Sphere | PlayStation 2        | 17 de maig de 2007               | Vanillaware                                     | Sí      | Sí              | [ 79 ]          |                         |                         |
| Dragon Quest Monster Battle Road !Dragon Quest: Monster Battle Road                                            | Arcade               | Juny de 2007                     | Rocket Studio                                   | Sí      | [ 80 ] [ 81 ]   |                 |                         |                         |
| Final Fantasy 02 !Final Fantasy II                                                                             | PlayStation Portable | 7 de juny de 2007                | Tose                                            | Sí      | Sí              | Sí              | Sí                      | [ 82 ]                  |
| Itadaki Street DS                                                                                              | Nintendo DS          | 21 de juny de 2007               | Think Garage                                    | Sí      | [ 55 ] [ 83 ]   |                 |                         |                         |
| Dragon Quest Swords Masked Queen Tower Mirrors !Dragon Quest Swords: The Masked Queen and the Tower of Mirrors | Wii                  | 12 de juliol de 2007             | Genius Sonority / Eighting                      | Sí      | Sí              | Sí              | Sí                      | [ 84 ]                  |
| World Ends with You, The !The World Ends with You                                                              | Nintendo DS          | 27 de juliol de 2007             | Square Enix / Jupiter                           | Sí      | Sí              | Sí              | Sí                      | [ 85 ]                  |
| Final Fantasy 12 International Zodiac Job System !Final Fantasy XII International Zodiac Job System            | PlayStation 2        | 9 d'agost de 2007                | Square Enix                                     | Sí      | [ 86 ]          |                 |                         |                         |
| Final Fantasy Crystal Chronicles: Ring of Fates                                                                | Nintendo DS          | 23 d'agost de 2007               | Square Enix                                     | Sí      | Sí              | Sí              | Sí                      | [ 87 ]                  |
| Crisis Core: Final Fantasy VII                                                                                 | PlayStation Portable | 13 de setembre de 2007           | Square Enix                                     | Sí      | Sí              | Sí              | Sí                      | [ 88 ]                  |
| Final Fantasy Tactics A2: Grimoire of the Rift                                                                 | Nintendo DS          | 25 d'octubre de 2007             | Square Enix                                     | Sí      | Sí              | Sí              | Sí                      | [ 89 ]                  |
| Call of Duty 4: Modern Warfare                                                                                 | PlayStation 3        | 5 de novembre de 2007            | Infinity Ward                                   | Sí      | [ 90 ]          |                 |                         |                         |
| Call of Duty 4: Modern Warfare                                                                                 | Xbox 360             | 5 de novembre de 2007            | Infinity Ward                                   | Sí      | [ 91 ]          |                 |                         |                         |
| Yosumin DS | Nintendo DS          | 8 de novembre de 2007            | Square Enix                                     | Sí      | [ 92 ]          |                 |                         |                         |
| Dragon Quest 04 Chapters Chosen !Dragon Quest IV: Chapters of the Chosen                                       | Nintendo DS          | 22 de novembre de 2007           | ArtePiazza / Cattle Call                        | Sí      | Sí              | Sí              | Sí                      | [ 93 ] [ 94 ]           |
| Final Fantasy Fables: Chocobo's Dungeon                                                                        | Wii                  | 13 de desembre de 2007           | h.a.n.d.                                        | Sí      | Sí              | Sí              | Sí                      | [ 95 ]                  |
| Final Fantasy 04 !Final Fantasy IV                                                                             | Nintendo DS          | 20 de desembre de 2007           | Matrix Software                                 | Sí      | Sí              | Sí              | Sí                      | [ 96 ]                  |
| Star Ocean First Departure !Star Ocean: First Departure                                                        | PlayStation Portable | 27 de desembre de 2007           | Tose                                            | Sí      | Sí              | Sí              | [ 97 ]                  |                         |
| Exit DS | Nintendo DS          | 24 de gener de 2008              | Moss                                            | Sí      | Sí              | Sí              | Sí                      | [ 98 ] [ 99 ]           |
| Legend of Kage 2, The !The Legend of Kage 2                                                                    | Nintendo DS          | 13 de març de 2008               | Taito / Lancarse                                | Sí      | Sí              | Sí              | Sí                      | [ 100 ] [ 101 ]         |
| Final Fantasy Crystal Chronicles: My Life as a King                                                            | Wii                  | 25 de març de 2008               | Square Enix                                     | Sí      | Sí              | Sí              | [ 102 ]                 |                         |
| Star Ocean Second Evolution !Star Ocean: Second Evolution                                                      | PlayStation Portable | 2 d'abril de 2008                | Tose                                            | Sí      | Sí              | Sí              | Sí                      | [ 103 ]                 |
| Front Mission 2089: Border of Madness                                                                          | Nintendo DS          | 29 de maig de 2008               | h.a.n.d.                                        | Sí      | [ 104 ]         |                 |                         |                         |
| Arkanoid DS | Nintendo DS          | 17 de juny de 2008               | Taito                                           | Sí      | Sí              | Sí              | Sí                      | [ 105 ]                 |
| Lord of Vermilion                                                                                              | Arcade               | 17 de juny de 2008               | Think Garage                                    | Sí      | [ 55 ] [ 106 ]  |                 |                         |                         |
| Space Invaders Extreme 1 !Space Invaders Extreme<ref group='upper-alpha' name='Taito'>                         | Nintendo DS          | 17 de juny de 2008               | Taito                                           | Sí      | Sí              | Sí              | Sí                      | [ 107 ]                 |
| Space Invaders Extreme 1 !Space Invaders Extreme<ref group='upper-alpha' name='Taito'>                         | PlayStation Portable | 17 de juny de 2008               | Taito                                           | Sí      | Sí              | Sí              | Sí                      | [ 108 ] [ 109 ]         |
| Nanashi no Game                                                                                                | Nintendo DS          | 3 de juliol de 2008              | Epics                                           | Sí      | [ 110 ] [ 111 ] |                 |                         |                         |
| Shin Megami Tensei: Persona 4                                                                                  | PlayStation 2        | 10 de juliol de 2008             | Atlus                                           | Sí      | Sí              | [ 112 ]         |                         |                         |
| Dragon Quest 05 Hand Heavenly Bride !Dragon Quest V: Hand of the Heavenly Bride                                | Nintendo DS          | 17 de juliol de 2008             | ArtePiazza                                      | Sí      | Sí              | Sí              | Sí                      | [ 113 ]                 |
| Sigma Harmonics                                                                                                | Nintendo DS          | 21 d'agost de 2008               | Square Enix / Think Garage                      | Sí      | [ 55 ] [ 114 ]  |                 |                         |                         |
| Infinite Undiscovery                                                                                           | Xbox 360             | 2 de setembre de 2008            | tri-Ace                                         | Sí      | Sí              | Sí              | Sí                      | [ 115 ]                 |
| Soul Eater: Monotone Princess                                                                                  | Wii                  | 25 de setembre de 2008           | Square Enix                                     | Sí      | [ 116 ]         |                 |                         |                         |
| Snoopy DS: Let's Go Meet Snoopy and His Friends!                                                               | Nintendo DS          | octubre 9 de 2008                | Square Enix                                     | Sí      | [ 117 ]         |                 |                         |                         |
| Cid to Chocobo no Fushigina Dungeon Toki Wasure no Meikyū DS+                                                  | Nintendo DS          | octubre 30 de 2008               | h.a.n.d.                                        | Sí      | [ 118 ] [ 119 ] |                 |                         |                         |
| Valkyrie Profile: Covenant of the Plume                                                                        | Nintendo DS          | novembre 1 de 2008               | tri-Ace                                         | Sí      | Sí              | Sí              | Sí                      | [ 120 ]                 |
| Quantum of Solace                                                                                              | PlayStation 2        | novembre 4 de 2008               | Treyarch                                        | Sí      | [ 121 ]         |                 |                         |                         |
| Quantum of Solace                                                                                              | PlayStation 3        | novembre 4 de 2008               | Treyarch                                        | Sí      | [ 122 ]         |                 |                         |                         |
| Quantum of Solace                                                                                              | Wii                  | novembre 4 de 2008               | Treyarch                                        | Sí      | [ 123 ]         |                 |                         |                         |
| Quantum of Solace                                                                                              | Xbox 360             | novembre 4 de 2008               | Treyarch                                        | Sí      | [ 124 ]         |                 |                         |                         |
| Pingu's Wonderful Carnival!                                                                                    | Nintendo DS          | novembre 6 de 2008               | Square Enix                                     | Sí      | [ 125 ]         |                 |                         |                         |
| Chrono Trigger                                                                                                 | Nintendo DS          | novembre 20 de 2008              | Tose                                            | Sí      | Sí              | Sí              | Sí                      | [ 126 ]                 |
| Last Remnant, The !The Last Remnant                                                                            | Xbox 360             | novembre 20 de 2008              | Square Enix                                     | Sí      | Sí              | Sí              | Sí                      | [ 127 ]                 |
| Last Remnant, The !The Last Remnant                                                                            | Microsoft Windows    | març 20 de 2009                  | Square Enix                                     | Sí      | Sí              | Sí              | Sí                      | [ 128 ]                 |
| Chocobo to Mahō no Ehon: Majō to Shōjo to Gonin no Yūsha                                                       | Nintendo DS          | desembre 11 de 2008              | h.a.n.d.                                        | Sí      | [ 119 ] [ 129 ] |                 |                         |                         |
| Dissidia Final Fantasy                                                                                         | PlayStation Portable | desembre 18 de 2008              | Square Enix                                     | Sí      | Sí              | Sí              | Sí                      | [ 130 ]                 |
| Space Bust-a-Move                                                                                              | Nintendo DS          | desembre 18 de 2008              | Taito / Lancarse                                | Sí      | Sí              | Sí              | [ 101 ] [ 131 ]         |                         |
| LostWinds | Wii                  | desembre 24 de 2008              | Frontier Developments                           | Sí      | Sí              | Sí              | [ 132 ]                 |                         |
| Final Fantasy Crystal Chronicles: Echoes of Time                                                               | Nintendo DS          | gener 29 de 2009                 | Square Enix                                     | Sí      | Sí              | Sí              | Sí                      | [ 133 ]                 |
| Final Fantasy Crystal Chronicles: Echoes of Time                                                               | Wii                  | gener 29 de 2009                 | Square Enix                                     | Sí      | Sí              | Sí              | Sí                      | [ 134 ]                 |
| Star Ocean Last Hope !Star Ocean: The Last Hope                                                                | Xbox 360             | febrer 19 de 2009                | tri-Ace                                         | Sí      | Sí              | Sí              | Sí                      | [ 135 ]                 |
| My Pet Shop | Nintendo DS          | febrer 27 de 2009                | Taito                                           | Sí      | Sí              | Sí              | [ 136 ] [ 137 ] [ 138 ] |                         |
| Kuroshitsuji: Phantom & Ghost                                                                                  | Nintendo DS          | març 19 de 2009                  | Square Enix                                     | Sí      | [ 139 ]         |                 |                         |                         |
| Space Invaders Extreme 2                                                                                       | Nintendo DS          | març 26 de 2009                  | Taito / Project Just                            | Sí      | Sí              | Sí              | [ 140 ] [ 141 ]         |                         |
| Major Minor's Majestic març                                                                                    | Wii                  | abril 23 de 2009                 | NanaOn-Sha                                      | Sí      | Sí              | Sí              | Sí                      | [ 142 ] [ 143 ]         |
| Kingdom Hearts 358/2 Days                                                                                      | Nintendo DS          | maig 30 de 2009                  | h.a.n.d.                                        | Sí      | Sí              | Sí              | Sí                      | [ 144 ]                 |
| Final Fantasy 04 After Years !Final Fantasy IV: The After Years                                                | Wii                  | juny 1 de 2009                   | Matrix Software                                 | Sí      | Sí              | Sí              | [ 145 ]                 |                         |
| Dragon Quest Wars                                                                                              | Nintendo DS          | juny 24 de 2009                  | Intelligent Systems                             | Sí      | Sí              | Sí              | Sí                      | [ 146 ]                 |
| Final Fantasy Crystal Chronicles: My Life as a Darklord                                                        | Wii                  | juny 30 de 2009                  | Square Enix                                     | Sí      | Sí              | Sí              | [ 147 ]                 |                         |
| Dragon Quest 09 Sentinels Starry Skies !Dragon Quest IX: Sentinels of the Starry Skies                         | Nintendo DS          | juliol 11 de 2009                | Level-5                                         | Sí      | Sí              | Sí              | Sí                      | [ 148 ]                 |
| Blood of Bahamut                                                                                               | Nintendo DS          | agost 6 de 2009                  | Think & Feel                                    | Sí      | [ 77 ] [ 149 ]  |                 |                         |                         |
| Fullmetal Alchemist: Prince of the Dawn                                                                        | Wii                  | agost 13 de 2009                 | Eighting                                        | Sí      | [ 150 ] [ 151 ] |                 |                         |                         |
| Batman: Arkham Asylum                                                                                          | PlayStation 3        | agost 25 de 2009                 | Rocksteady Studios                              | Sí      | Sí              | Sí              | Sí                      | [ 152 ]                 |
| Batman: Arkham Asylum                                                                                          | Xbox 360             | agost 25 de 2009                 | Rocksteady Studios                              | Sí      | Sí              | Sí              | Sí                      | [ 152 ]                 |
| Nanashi no Game Me                                                                                             | Nintendo DS          | agost 27 de 2009                 | Epics                                           | Sí      | [ 153 ] [ 154 ] |                 |                         |                         |
| Mini Ninjas | Microsoft Windows    | September 8 de 2009              | IO Interactive                                  | Sí      | Sí              | Sí              | [ 155 ]                 |                         |
| Mini Ninjas | Nintendo DS          | September 8 de 2009              | IO Interactive                                  | Sí      | Sí              | Sí              | [ 155 ]                 |                         |
| Mini Ninjas | PlayStation 3        | September 8 de 2009              | IO Interactive                                  | Sí      | Sí              | Sí              | [ 155 ]                 |                         |
| Mini Ninjas | Wii                  | September 8 de 2009              | IO Interactive                                  | Sí      | Sí              | Sí              | [ 155 ]                 |                         |
| Mini Ninjas | Xbox 360             | September 8 de 2009              | IO Interactive                                  | Sí      | Sí              | Sí              | [ 155 ]                 |                         |
| Mini Ninjas | PlayStation 3        | gener 31 de 2012                 | IO Interactive                                  | Sí      | Sí              | Sí              | [ 155 ]                 |                         |
| Batman: Arkham Asylum                                                                                          | Microsoft Windows    | 15 de setembre de 2009           | Rocksteady Studios                              | Sí      | Sí              | Sí              | Sí                      | [ 152 ]                 |
| SaGa 2: Hihō Densetsu Goddess of Destiny                                                                       | Nintendo DS          | 17 de setembre de 2009           | Square Enix                                     | Sí      | [ 156 ]         |                 |                         |                         |
| Dragon Quest Monster Battle Road 02 !Dragon Quest: Monster Battle Road II Legends                              | Arcade               | 11 de setembre de 2009           | Rocket Studio                                   | Sí      | [ 81 ] [ 157 ]  |                 |                         |                         |
| Order of War                                                                                                   | Microsoft Windows    | 18 de setembre de 2009           | Wargaming.net                                   | Sí      | Sí              | Sí              | [ 158 ]                 |                         |
| Lord of Vermilion II                                                                                           | Arcade               | 30 de setembre de 2009           | Square Enix                                     | Sí      | [ 159 ]         |                 |                         |                         |
| Final Fantasy 04 Heroes of Light !Final Fantasy: The 4 Heroes of Light                                         | Nintendo DS          | octubre 29 de 2009               | Square Enix / Matrix Software                   | Sí      | Sí              | Sí              | Sí                      | [ 160 ]                 |
| Dissidia: Final Fantasy Universal Tuning                                                                       | PlayStation Portable | novembre 1 de 2009               | Square Enix                                     | Sí      | [ 130 ]         |                 |                         |                         |
| Call of Duty: Modern Warfare 2                                                                                 | Microsoft Windows    | novembre 10 de 2009              | Infinity Ward                                   | Sí      | [ 161 ]         |                 |                         |                         |
| Call of Duty: Modern Warfare 2                                                                                 | PlayStation 3        | novembre 10 de 2009              | Infinity Ward                                   | Sí      | [ 162 ]         |                 |                         |                         |
| Call of Duty: Modern Warfare 2                                                                                 | Xbox 360             | novembre 10 de 2009              | Infinity Ward                                   | Sí      | [ 163 ]         |                 |                         |                         |
| Final Fantasy Crystal Chronicles: Crystal Bearers !Final Fantasy Crystal Chronicles: The Crystal Bearers       | Wii                  | novembre 12 de 2009              | Square Enix                                     | Sí      | Sí              | Sí              | Sí                      | [ 164 ]                 |
| Gyromancer | Microsoft Windows    | novembre 18 de 2009              | PopCap Games                                    | Sí      | Sí              | Sí              | Sí                      | [ 165 ] [ 166 ]         |
| Gyromancer | Xbox 360             | novembre 18 de 2009              | PopCap Games                                    | Sí      | Sí              | Sí              | Sí                      | [ 165 ] [ 167 ]         |
| Cross Treasures                                                                                                | Nintendo DS          | desembre 3 de 2009               | syn Sophia                                      | Sí      | [ 168 ] [ 169 ] |                 |                         |                         |
| Fullmetal Alchemist: Daughter of the Dusk                                                                      | Wii                  | desembre 10 de 2009              | Eighting                                        | Sí      | [ 151 ] [ 170 ] |                 |                         |                         |
| Final Fantasy 13 !Final Fantasy XIII                                                                           | PlayStation 3        | desembre 17 de 2009              | Square Enix                                     | Sí      | Sí              | Sí              | Sí                      | [ 171 ]                 |
| Final Fantasy 13 !Final Fantasy XIII                                                                           | Xbox 360             | desembre 17 de 2009              | Square Enix                                     | Sí      | Sí              | Sí              | Sí                      | [ 172 ]                 |
| Final Fantasy 13 !Final Fantasy XIII                                                                           | Microsoft Windows    | octubre 9 de 2014                | Square Enix                                     | Sí      | Sí              | Sí              | Sí                      | [ 173 ]                 |
| 0 Day: Attack on Earth                                                                                         | Xbox 360             | desembre 23 de 2009              | Gulti                                           | Sí      | Sí              | Sí              | [ 174 ]                 |                         |
| Kingdom Hearts Birth by Sleep                                                                                  | PlayStation Portable | gener 9 de 2010                  | Square Enix                                     | Sí      | Sí              | Sí              | Sí                      | [ 175 ]                 |
| Death By Cube                                                                                                  | Xbox 360             | gener 20 de 2010                 | Premium Agency                                  | Sí      | Sí              | [ 176 ]         |                         |                         |
| Dragon Quest 06 Realms Revelation !Dragon Quest VI: Realms of Revelation                                       | Nintendo DS          | gener 28 de 2010                 | ArtePiazza                                      | Sí      | Sí              | Sí              | Sí                      | [ 177 ]                 |
| Thexder Neo | PlayStation 3        | gener 28 de 2010                 | Square                                          | Sí      | Sí              | Sí              | Sí                      | [ 178 ]                 |
| Star Ocean Last Hope International !Star Ocean: The Last Hope International                                    | PlayStation 3        | febrer 4 de 2010                 | tri-Ace                                         | Sí      | Sí              | Sí              | Sí                      | [ 179 ]                 |
| Pony Friends 2                                                                                                 | Microsoft Windows    | 23 de febrer de 2010             | Tantalus Media                                  | Sí      | Sí              | Sí              | [ 180 ] [ 181 ] [ 182 ] |                         |
| Pony Friends 2                                                                                                 | Nintendo DS          | 23 de febrer de 2010             | Tantalus Media                                  | Sí      | Sí              | Sí              | [ 180 ] [ 183 ]         |                         |
| Pony Friends 2                                                                                                 | Wii                  | 23 de febrer de 2010             | Tantalus Media                                  | Sí      | Sí              | Sí              | [ 180 ] [ 181 ] [ 184 ] |                         |
| Lufia: Curse of the Sinistrals                                                                                 | Nintendo DS          | febrer 25 de 2010                | Neverland                                       | Sí      | Sí              | [ 185 ]         |                         |                         |
| Supreme Commander 2                                                                                            | Microsoft Windows    | 2 de març de 2010                | Gas Powered Games                               | Sí      | Sí              | Sí              | Sí                      | [ 186 ]                 |
| Supreme Commander 2                                                                                            | Xbox 360             | 2 de març de 2010                | Gas Powered Games                               | Sí      | Sí              | Sí              | Sí                      | [ 187 ]                 |
| Oyako de Asobo: Miffy no Omocha Bako                                                                           | Wii                  | març 18 de 2010                  | h.a.n.d.                                        | Sí      | [ 119 ] [ 188 ] |                 |                         |                         |
| Just Cause 2                                                                                                   | Microsoft Windows    | març 23 de 2010                  | Avalanche Studios                               | Sí      | Sí              | Sí              | Sí                      | [ 189 ]                 |
| Just Cause 2                                                                                                   | PlayStation 3        | març 23 de 2010                  | Avalanche Studios                               | Sí      | Sí              | Sí              | Sí                      | [ 190 ]                 |
| Just Cause 2                                                                                                   | Xbox 360             | març 23 de 2010                  | Avalanche Studios                               | Sí      | Sí              | Sí              | Sí                      | [ 191 ]                 |
| Nier | PlayStation 3        | abril 22 de 2010                 | Cavia                                           | Sí      | Sí              | Sí              | Sí                      | [ 192 ]                 |
| Nier | Xbox 360             | abril 22 de 2010                 | Cavia                                           | Sí      | Sí              | Sí              | Sí                      | [ 193 ]                 |
| Dragon Quest Monsters Joker 02 !Dragon Quest Monsters: Joker 2                                                 | Nintendo DS          | abril 28 de 2010                 | Tose                                            | Sí      | Sí              | Sí              | Sí                      | [ 194 ]                 |
| Blur | PlayStation 3        | 25 de maig de 2010               | Bizarre Creations                               | Sí      | [ 195 ]         |                 |                         |                         |
| Blur | Xbox 360             | 25 de maig de 2010               | Bizarre Creations                               | Sí      | [ 196 ]         |                 |                         |                         |
| Tales of Bearsworth Manor !The Tales of Bearsworth Manor                                                       | Wii                  | 21 de juny de 2010               | Square Enix                                     | Sí      | Sí              | Sí              | [ 197 ] [ 198 ]         |                         |
| Singularity | PlayStation 3        | juny 25 de 2010                  | Raven Software                                  | Sí      | [ 199 ]         |                 |                         |                         |
| Singularity | Xbox 360             | juny 25 de 2010                  | Raven Software                                  | Sí      | [ 200 ]         |                 |                         |                         |
| Dragon Quest Monster Battle Road Victory !Dragon Quest: Monster Battle Road Victory                            | Wii                  | juliol 15 de 2010                | Rocket Studio / Eighting                        | Sí      | [ 201 ] [ 202 ] |                 |                         |                         |
| Densha de Go! Tokubetsu-hen: Fukkatsu Shouwa no Yamatesen                                                      | Nintendo DS          | juliol 22 de 2010                | Square Enix                                     | Sí      | [ 203 ]         |                 |                         |                         |
| Kane & Lynch 2: Dog Days                                                                                       | Microsoft Windows    | agost 17 de 2010                 | IO Interactive                                  | Sí      | Sí              | Sí              | [ 204 ]                 |                         |
| Kane & Lynch 2: Dog Days                                                                                       | PlayStation 3        | agost 17 de 2010                 | IO Interactive                                  | Sí      | Sí              | Sí              | Sí                      | [ 205 ]                 |
| Kane & Lynch 2: Dog Days                                                                                       | Xbox 360             | agost 17 de 2010                 | IO Interactive                                  | Sí      | Sí              | Sí              | Sí                      | [ 206 ]                 |
| Lara Croft and the Guardian of Light                                                                           | PlayStation 3        | agost 18 de 2010                 | Crystal Dynamics                                | Sí      | Sí              | Sí              | Sí                      | [ 207 ]                 |
| Lara Croft and the Guardian of Light                                                                           | Xbox 360             | agost 18 de 2010                 | Crystal Dynamics                                | Sí      | Sí              | Sí              | [ 208 ]                 |                         |
| Space Invaders Infinity Gene                                                                                   | PlayStation 3        | 14 de setembre de 2010           | Taito                                           | Sí      | Sí              | [ 209 ]         |                         |                         |
| Space Invaders Infinity Gene                                                                                   | Xbox 360             | 14 de setembre de 2010           | Taito                                           | Sí      | Sí              | [ 209 ]         |                         |                         |
| Front Mission Evolved                                                                                          | Microsoft Windows    | 16 de setembre de 2010           | Double Helix Games                              | Sí      | Sí              | Sí              | Sí                      | [ 210 ]                 |
| Front Mission Evolved                                                                                          | PlayStation 3        | 16 de setembre de 2010           | Double Helix Games                              | Sí      | Sí              | Sí              | Sí                      | [ 211 ]                 |
| Front Mission Evolved                                                                                          | Xbox 360             | 16 de setembre de 2010           | Double Helix Games                              | Sí      | Sí              | Sí              | Sí                      | [ 212 ]                 |
| Final Fantasy 14 !Final Fantasy XIV                                                                            | Microsoft Windows    | 22 de setembre de 2010           | Square Enix                                     | Sí      | Sí              | Sí              | Sí                      | [ 213 ]                 |
| Kingdom Hearts Re:coded                                                                                        | Nintendo DS          | octubre 7 de 2010                | h.a.n.d.                                        | Sí      | Sí              | Sí              | Sí                      | [ 119 ] [ 214 ]         |
| Lord of Arcana                                                                                                 | PlayStation Portable | octubre 14 de 2010               | Access Games                                    | Sí      | Sí              | Sí              | Sí                      | [ 215 ]                 |
| 007: Blood Stone                                                                                               | PlayStation 3        | novembre 2 de 2010               | Bizarre Creations                               | Sí      | [ 216 ]         |                 |                         |                         |
| 007: Blood Stone                                                                                               | Xbox 360             | novembre 2 de 2010               | Bizarre Creations                               | Sí      | [ 217 ]         |                 |                         |                         |
| Call of Duty: Black Ops I !Call of Duty: Black Ops                                                             | Microsoft Windows    | novembre 9 de 2010               | Treyarch                                        | Sí      | [ 218 ]         |                 |                         |                         |
| Call of Duty: Black Ops I !Call of Duty: Black Ops                                                             | PlayStation 3        | novembre 9 de 2010               | Treyarch                                        | Sí      | [ 219 ]         |                 |                         |                         |
| Call of Duty: Black Ops I !Call of Duty: Black Ops                                                             | Xbox 360             | novembre 9 de 2010               | Treyarch                                        | Sí      | [ 220 ]         |                 |                         |                         |
| Tactics Ogre: Let Us Cling Together                                                                            | PlayStation Portable | novembre 11 de 2010              | Square Enix                                     | Sí      | Sí              | Sí              | Sí                      | [ 221 ]                 |
| Mario Sports Mix                                                                                               | Wii                  | novembre 25 de 2010              | Square Enix                                     | Sí      | Sí              | Sí              | Sí                      | [ 222 ]                 |
| 3rd Birthday !The 3rd Birthday                                                                                 | PlayStation Portable | 22 de desembre de 2010           | Square Enix / HexaDrive                         | Sí      | Sí              | Sí              | Sí                      | [ 223 ]                 |
| SaGa 3: Shadow or Light                                                                                        | Nintendo DS          | gener 6 de 2011                  | Racjin                                          | Sí      | [ 224 ] [ 225 ] |                 |                         |                         |
| MindJack | PlayStation 3        | gener 18 de 2011                 | feelplus                                        | Sí      | Sí              | Sí              | Sí                      | [ 226 ]                 |
| MindJack | Xbox 360             | gener 18 de 2011                 | feelplus                                        | Sí      | Sí              | Sí              | Sí                      | [ 227 ]                 |
| Kingdom Hearts Birth by Sleep Final Mix                                                                        | PlayStation Portable | gener 20 de 2011                 | Square Enix                                     | Sí      | [ 175 ]         |                 |                         |                         |
| Bust-a-Move Universe                                                                                           | Nintendo 3DS         | febrer 26 de 2011                | Arika                                           | Sí      | Sí              | Sí              | Sí                      | [ 228 ]                 |
| Dissidia 012 Final Fantasy                                                                                     | PlayStation Portable | març 3 de 2011                   | Square Enix                                     | Sí      | Sí              | Sí              | Sí                      | [ 229 ]                 |
| Final Fantasy 04 Complete Collection !Final Fantasy IV: The Complete Collection                                | PlayStation Portable | 24 de març de 2011               | Square Enix                                     | Sí      | Sí              | Sí              | Sí                      | [ 230 ]                 |
| Moon Diver | PlayStation 3        | 29 de març de 2011               | feelplus                                        | Sí      | Sí              | Sí              | Sí                      | [ 231 ]                 |
| Dragon Quest Monsters Joker 02 Professional !Dragon Quest Monsters: Joker 2 Professional                       | Nintendo DS          | març 31 de 2011                  | Tose                                            | Sí      | [ 232 ]         |                 |                         |                         |
| Moon Diver | Xbox 360             | maig 4 de 2011                   | feelplus                                        | Sí      | Sí              | Sí              | [ 231 ]                 |                         |
| Dungeon Siege III                                                                                              | Microsoft Windows    | 17 de juny de 2011               | Obsidian Entertainment                          | Sí      | Sí              | Sí              | Sí                      | [ 233 ]                 |
| Dungeon Siege III                                                                                              | PlayStation 3        | 17 de juny de 2011               | Obsidian Entertainment                          | Sí      | Sí              | Sí              | Sí                      | [ 234 ]                 |
| Dungeon Siege III                                                                                              | Xbox 360             | 17 de juny de 2011               | Obsidian Entertainment                          | Sí      | Sí              | Sí              | Sí                      | [ 235 ]                 |
| Deus Ex: Human Revolution                                                                                      | Microsoft Windows    | 23 d'agost de 2011               | Eidos Montréal                                  | Sí      | Sí              | Sí              | Sí                      | [ 236 ]                 |
| Deus Ex: Human Revolution                                                                                      | PlayStation 3        | 23 d'agost de 2011               | Eidos Montréal                                  | Sí      | Sí              | Sí              | Sí                      | [ 237 ]                 |
| Deus Ex: Human Revolution                                                                                      | Xbox 360             | 23 d'agost de 2011               | Eidos Montréal                                  | Sí      | Sí              | Sí              | Sí                      | [ 238 ]                 |
| Deus Ex: Human Revolution                                                                                      | OS X                 | 26 d'abril de 2012               | Eidos Montréal / Feral Interactive              | Sí      | Sí              | Sí              | Sí                      | [ 239 ]                 |
| Deus Ex: Human Revolution                                                                                      | Wii U                | octubre 22 de 2013               | Eidos Montréal                                  | Sí      | Sí              | Sí              | Sí                      | [ 236 ]                 |
| Dead Island | Microsoft Windows    | 6 de setembre de 2011            | Techland                                        | Sí      | Sí              | Sí              | Sí                      | [ 240 ]                 |
| Dead Island | PlayStation 3        | 6 de setembre de 2011            | Techland                                        | Sí      | Sí              | Sí              | Sí                      | [ 241 ]                 |
| Dead Island | Xbox 360             | 6 de setembre de 2011            | Techland                                        | Sí      | Sí              | Sí              | Sí                      | [ 242 ]                 |
| Final Fantasy Type-0                                                                                           | PlayStation Portable | octubre 27 de 2011               | Square Enix                                     | Sí      | [ 243 ]         |                 |                         |                         |
| Slime MoriMori Dragon Quest 03 Daikaizoku Shippodan !Slime Mori Mori Dragon Quest 3                            | Nintendo 3DS         | novembre 2 de 2011               | Tose                                            | Sí      | [ 244 ] [ 245 ] |                 |                         |                         |
| Call of Duty: Modern Warfare 3                                                                                 | Microsoft Windows    | 8 de novembre de 2011            | Infinity Ward / Sledgehammer                    | Sí      | [ 246 ]         |                 |                         |                         |
| Call of Duty: Modern Warfare 3                                                                                 | PlayStation 3        | 8 de novembre de 2011            | Infinity Ward / Sledgehammer                    | Sí      | [ 247 ]         |                 |                         |                         |
| Call of Duty: Modern Warfare 3                                                                                 | Xbox 360             | 8 de novembre de 2011            | Infinity Ward / Sledgehammer                    | Sí      | [ 248 ]         |                 |                         |                         |
| Fortune Street                                                                                                 | Wii                  | 1 de desembre de 2011            | Armor Project / ThinkGarage                     | Sí      | Sí              | Sí              | Sí                      | [ 249 ]                 |
| Final Fantasy 13-2 !Final Fantasy XIII-2                                                                       | PlayStation 3        | 15 de desembre de 2011           | Square Enix / tri-Ace                           | Sí      | Sí              | Sí              | Sí                      | [ 250 ]                 |
| Final Fantasy 13-2 !Final Fantasy XIII-2                                                                       | Xbox 360             | 15 de desembre de 2011           | Square Enix / tri-Ace                           | Sí      | Sí              | Sí              | Sí                      | [ 251 ]                 |
| Final Fantasy 13-2 !Final Fantasy XIII-2                                                                       | Microsoft Windows    | desembre 11 de 2014              | Square Enix / tri-Ace                           | Sí      | Sí              | Sí              | Sí                      | [ 252 ]                 |
| Army Corps of Hell                                                                                             | PlayStation Vita     | desembre 17 de 2011              | Entersphere                                     | Sí      | Sí              | Sí              | [ 253 ]                 |                         |
| Lord of Apocalypse                                                                                             | PlayStation Vita     | desembre 17 de 2011              | Access Games                                    | Sí      | [ 254 ]         |                 |                         |                         |
| Lord of Apocalypse                                                                                             | PlayStation Portable | desembre 17 de 2011              | Access Games                                    | Sí      | [ 254 ]         |                 |                         |                         |
| All Zombies Must Die!                                                                                          | Xbox 360             | 28 de desembre de 2011           | Doublesix                                       | Sí      | Sí              | [ 255 ]         |                         |                         |
| Scarygirl | Xbox 360             | gener 18 de 2012                 | TikGames                                        | Sí      | Sí              | [ 256 ]         |                         |                         |
| Scarygirl | PlayStation 3        | 24 de gener de 2012              | TikGames                                        | Sí      | Sí              | Sí              | [ 257 ]                 |                         |
| Kane & Lynch 1 !Kane & Lynch: Dead Men                                                                         | PlayStation 3        | gener 31 de 2012                 | IO Interactive                                  | Sí      | Sí              | Sí              | [ 258 ]                 |                         |
| Theatrhythm Final Fantasy                                                                                      | Nintendo 3DS         | febrer 16 de 2012                | indieszero                                      | Sí      | Sí              | Sí              | [ 259 ]                 |                         |
| Wakfu | OS X                 | febrer 29 de 2012                | Ankama Games                                    | Sí      | Sí              | [ 260 ]         |                         |                         |
| Wakfu | Microsoft Windows    | febrer 29 de 2012                | Ankama Games                                    | Sí      | Sí              | [ 261 ]         |                         |                         |
| Kingdom Hearts 03D: Dream Drop Distance !Kingdom Hearts 3D: Dream Drop Distance                                | Nintendo 3DS         | 29 de març de 2012               | Square Enix                                     | Sí      | Sí              | Sí              | Sí                      | [ 262 ]                 |
| Risen 2: Dark Waters                                                                                           | PlayStation 3        | abril 24 de 2012                 | Piranha Bytes                                   | Sí      | Sí              | [ 263 ]         |                         |                         |
| Risen 2: Dark Waters                                                                                           | Xbox 360             | abril 24 de 2012                 | Piranha Bytes                                   | Sí      | Sí              | [ 263 ]         |                         |                         |
| Deus Ex | PlayStation 3        | maig 16 de 2012                  | Ion Storm                                       | Sí      | [ 264 ]         |                 |                         |                         |
| Dragon Quest Monsters Terry's Wonderland 3D !Dragon Quest Monsters: Terry's Wonderland 3D                      | Nintendo 3DS         | maig 31 de 2012                  | Tose / Square Enix                              | Sí      | [ 265 ]         |                 |                         |                         |
| Heroes of Ruin                                                                                                 | Nintendo 3DS         | juny 15 de 2012                  | n-Space                                         | Sí      | Sí              | [ 266 ]         |                         |                         |
| Quantum Conundrum                                                                                              | Microsoft Windows    | 21 de juny de 2012               | Airtight Games                                  | Sí      | Sí              | Sí              | Sí                      | [ 267 ]                 |
| Chousoku Henkei Gyrozetter                                                                                     | Arcade               | 21 de juny de 2012               | Rocket Studio                                   | Sí      | [ 268 ]         |                 |                         |                         |
| Mini Ninjas Adventures                                                                                         | Xbox 360             | juny 29 de 2012                  | Sidekick                                        | Sí      | Sí              | [ 269 ]         |                         |                         |
| Quantum Conundrum                                                                                              | PlayStation 3        | juliol 11 de 2012                | Airtight Games                                  | Sí      | Sí              | Sí              | Sí                      | [ 270 ] [ 271 ] [ 272 ] |
| Quantum Conundrum                                                                                              | Xbox 360             | juliol 11 de 2012                | Airtight Games                                  | Sí      | Sí              | Sí              | [ 270 ] [ 271 ] [ 272 ] |                         |
| Gunslinger Stratos                                                                                             | Arcade               | 12 de juliol de 2012             | Byking                                          | Sí      | [ 273 ]         |                 |                         |                         |
| Mensa Academy                                                                                                  | PlayStation 3        | 27 de juliol de 2012             | Silverball Studios                              | Sí      | Sí              | Sí              | [ 274 ] [ 275 ]         |                         |
| Mensa Academy                                                                                                  | Wii                  | 27 de juliol de 2012             | Silverball Studios                              | Sí      | Sí              | [ 274 ] [ 275 ] |                         |                         |
| Mensa Academy                                                                                                  | Xbox 360             | 27 de juliol de 2012             | Silverball Studios                              | Sí      | Sí              | [ 274 ] [ 275 ] |                         |                         |
| Dragon Quest 10 Mezameshi Itsutsu Shuzoku Online !Dragon Quest X: Mezameshi Itsutsu no Shuzoku Online          | Wii                  | agost 2 de 2012                  | Square Enix / Armor Project                     | Sí      | [ 276 ]         |                 |                         |                         |
| Dragon Quest 10 Mezameshi Itsutsu Shuzoku Online !Dragon Quest X: Mezameshi Itsutsu no Shuzoku Online          | Wii U                | març 30 de 2013                  | Square Enix / Armor Project                     | Sí      | [ 277 ]         |                 |                         |                         |
| Dragon Quest 10 Mezameshi Itsutsu Shuzoku Online !Dragon Quest X: Mezameshi Itsutsu no Shuzoku Online          | Microsoft Windows    | 26 de setembre de 2013           | Square Enix / Armor Project                     | Sí      | [ 276 ]         |                 |                         |                         |
| Dragon Quest 10 Mezameshi Itsutsu Shuzoku Online !Dragon Quest X: Mezameshi Itsutsu no Shuzoku Online          | PlayStation 4        | agost 17 de 2017                 | Square Enix / Armor Project                     |         | [ 278 ]         |                 |                         |                         |
| Dragon Quest 10 Mezameshi Itsutsu Shuzoku Online !Dragon Quest X: Mezameshi Itsutsu no Shuzoku Online          | Nintendo Switch      | 21 de setembre de 2017           | Square Enix / Armor Project                     | [ 278 ] |                 |                 |                         |                         |
| Final Fantasy 07 !Final Fantasy VII                                                                            | Microsoft Windows    | agost 14 de 2012                 | Square Enix                                     | Sí      | Sí              | Sí              | Sí                      | [ 279 ]                 |
| Sleeping Dogs                                                                                                  | Microsoft Windows    | agost 14 de 2012                 | United Front Games / Square Enix London Studios | Sí      | Sí              | Sí              | Sí                      | [ 280 ]                 |
| Sleeping Dogs                                                                                                  | PlayStation 3        | agost 14 de 2012                 | United Front Games / Square Enix London Studios | Sí      | Sí              | Sí              | Sí                      | [ 280 ]                 |
| Sleeping Dogs                                                                                                  | Xbox 360             | agost 14 de 2012                 | United Front Games / Square Enix London Studios | Sí      | Sí              | Sí              | Sí                      | [ 280 ]                 |
| Bravely Default: Flying Fairy                                                                                  | Nintendo 3DS         | octubre 11 de 2012               | Silicon Studio / 5pb.                           | Sí      | Sí              | Sí              | [ 281 ]                 |                         |
| Call of Duty: Black Ops II                                                                                     | Microsoft Windows    | novembre 13 de 2012              | Treyarch                                        | Sí      | [ 282 ]         |                 |                         |                         |
| Call of Duty: Black Ops II                                                                                     | PlayStation 3        | novembre 13 de 2012              | Treyarch                                        | Sí      | [ 282 ]         |                 |                         |                         |
| Call of Duty: Black Ops II                                                                                     | Xbox 360             | novembre 13 de 2012              | Treyarch                                        | Sí      | [ 282 ]         |                 |                         |                         |
| Hitman: Absolution                                                                                             | Microsoft Windows    | novembre 20 de 2012              | IO Interactive                                  | Sí      | Sí              | Sí              | Sí                      | [ 283 ]                 |
| Hitman: Absolution                                                                                             | PlayStation 3        | novembre 20 de 2012              | IO Interactive                                  | Sí      | Sí              | Sí              | Sí                      | [ 284 ]                 |
| Hitman: Absolution                                                                                             | Xbox 360             | novembre 20 de 2012              | IO Interactive                                  | Sí      | Sí              | Sí              | Sí                      | [ 285 ]                 |
| Dragon Quest 07 !Dragon Quest VII                                                                              | Nintendo 3DS         | febrer 7 de 2013                 | Heartbeat / ArtePiazza                          | Sí      | Sí              | Sí              | Sí                      | [ 286 ]                 |
| Tomb Raider | Microsoft Windows    | març 5 de 2013                   | Crystal Dynamics                                | Sí      | Sí              | Sí              | Sí                      | [ 287 ]                 |
| Tomb Raider | PlayStation 3        | març 5 de 2013                   | Crystal Dynamics                                | Sí      | Sí              | Sí              | Sí                      | [ 288 ]                 |
| Tomb Raider | Xbox 360             | març 5 de 2013                   | Crystal Dynamics                                | Sí      | Sí              | Sí              | Sí                      | [ 289 ]                 |
| Kingdom Hearts HD 1.5 Remix                                                                                    | PlayStation 3        | març 14 de 2013                  | Square Enix                                     | Sí      | Sí              | Sí              | Sí                      | [ 290 ]                 |
| Kingdom Hearts HD 1.5 Remix                                                                                    | PlayStation 4        | març 9 de 2017                   | Square Enix                                     | Sí      | Sí              | Sí              | Sí                      | [ 291 ]                 |
| Diffusion Million Arthur                                                                                       | PlayStation Vita     | abril 25 de 2013                 | Square Enix                                     | Sí      | [ 292 ]         |                 |                         |                         |
| Gyrozetter: Wings of the Albatross                                                                             | Nintendo 3DS         | juny 13 de 2013                  | Rocket Studio                                   | Sí      | [ 268 ]         |                 |                         |                         |
| Skylanders: Spyro's Adventure                                                                                  | Nintendo 3DS         | 12 de juliol de 2013             | Toys for Bob                                    | Sí      | [ 293 ]         |                 |                         |                         |
| Skylanders: Spyro's Adventure                                                                                  | PlayStation 3        | 12 de juliol de 2013             | Toys for Bob                                    | Sí      | [ 293 ]         |                 |                         |                         |
| Skylanders: Spyro's Adventure                                                                                  | Wii                  | 12 de juliol de 2013             | Toys for Bob                                    | Sí      | [ 293 ]         |                 |                         |                         |
| Skylanders: Spyro's Adventure                                                                                  | Wii U                | 12 de juliol de 2013             | Toys for Bob                                    | Sí      | [ 293 ]         |                 |                         |                         |
| Chaos Rings | PlayStation Mobile   | juliol 24 de 2013                | Media.Vision                                    | Sí      | Sí              | [ 294 ]         |                         |                         |
| Lord of Vermilion III                                                                                          | Arcade               | agost 22 de 2013                 | Think Garage                                    | Sí      | [ 295 ]         |                 |                         |                         |
| Final Fantasy 14 Realm Reborn !Final Fantasy XIV: A Realm Reborn                                               | PlayStation 3        | agost 27 de 2013                 | Square Enix                                     | Sí      | Sí              | Sí              | Sí                      | [ 296 ]                 |
| Final Fantasy 14 Realm Reborn !Final Fantasy XIV: A Realm Reborn                                               | Microsoft Windows    | agost 27 de 2013                 | Square Enix                                     | Sí      | Sí              | Sí              | Sí                      | [ 296 ]                 |
| Final Fantasy 14 Realm Reborn !Final Fantasy XIV: A Realm Reborn                                               | PlayStation 4        | abril 14 de 2014                 | Square Enix                                     | Sí      | Sí              | Sí              | Sí                      | [ 297 ]                 |
| Call of Duty: Ghosts                                                                                           | Microsoft Windows    | novembre 14 de 2013              | Infinity Ward                                   | Sí      | [ 298 ]         |                 |                         |                         |
| Call of Duty: Ghosts                                                                                           | PlayStation 3        | novembre 14 de 2013              | Infinity Ward                                   | Sí      | [ 298 ]         |                 |                         |                         |
| Call of Duty: Ghosts                                                                                           | Wii U                | novembre 14 de 2013              | Infinity Ward                                   | Sí      | [ 298 ]         |                 |                         |                         |
| Call of Duty: Ghosts                                                                                           | Xbox 360             | novembre 14 de 2013              | Infinity Ward                                   | Sí      | [ 298 ]         |                 |                         |                         |
| Call of Duty: Ghosts                                                                                           | PlayStation 4        | novembre 14 de 2013              | Infinity Ward                                   | Sí      | [ 298 ]         |                 |                         |                         |
| Lightning Returns: Final Fantasy XIII                                                                          | PlayStation 3        | novembre 21 de 2013              | Square Enix                                     | Sí      | Sí              | Sí              | Sí                      | [ 299 ]                 |
| Lightning Returns: Final Fantasy XIII                                                                          | Xbox 360             | novembre 21 de 2013              | Square Enix                                     | Sí      | Sí              | Sí              | Sí                      | [ 300 ]                 |
| Lightning Returns: Final Fantasy XIII                                                                          | Microsoft Windows    | desembre 10 de 2015              | Square Enix                                     | Sí      | Sí              | Sí              | Sí                      | [ 301 ]                 |
| Drakengard 3                                                                                                   | PlayStation 3        | desembre 19 de 2013              | Access Games                                    | Sí      | Sí              | Sí              | Sí                      | [ 302 ]                 |
| Final Fantasy 10 10-2 HD Remaster !Final Fantasy X/X-2 HD Remaster                                             | PlayStation 3        | desembre 26 de 2013              | Square Enix / Virtuos                           | Sí      | Sí              | Sí              | Sí                      | [ 303 ] [ 304 ]         |
| Final Fantasy 10 10-2 HD Remaster !Final Fantasy X/X-2 HD Remaster                                             | PlayStation Vita     | desembre 26 de 2013              | Square Enix / Virtuos                           | Sí      | Sí              | Sí              | Sí                      | [ 303 ] [ 304 ]         |
| Final Fantasy 10 10-2 HD Remaster !Final Fantasy X/X-2 HD Remaster                                             | PlayStation 4        | 12 de maig de 2015               | Square Enix / Virtuos                           | Sí      | Sí              | Sí              | Sí                      | [ 305 ]                 |
| Final Fantasy 10 10-2 HD Remaster !Final Fantasy X/X-2 HD Remaster                                             | Microsoft Windows    | 12 de maig de 2015               | Square Enix / Virtuos                           | Sí      | Sí              | Sí              | Sí                      | [ 305 ]                 |
| Tomb Raider: Definitive Edition                                                                                | OS X                 | gener 23 de 2014                 | Crystal Dynamics                                | Sí      | Sí              | Sí              | [ 287 ]                 |                         |
| Tomb Raider: Definitive Edition                                                                                | PlayStation 4        | gener 28 de 2014                 | Crystal Dynamics                                | Sí      | Sí              | Sí              | [ 306 ]                 |                         |
| Tomb Raider: Definitive Edition                                                                                | Xbox One             | gener 28 de 2014                 | Crystal Dynamics                                | Sí      | Sí              | Sí              | [ 306 ]                 |                         |
| Diablo III | PlayStation 3        | gener 30 de 2014                 | Blizzard Entertainment                          | Sí      | [ 307 ]         |                 |                         |                         |
| Dragon Quest Monsters 2: Iru and Luca's Marvelous Mysterious Key                                               | Nintendo 3DS         | febrer 6 de 2014                 | TOSE                                            | Sí      | [ 308 ]         |                 |                         |                         |
| Gunslinger Stratos 2                                                                                           | Arcade               | febrer 20 de 2014                | Byking                                          | Sí      | [ 309 ]         |                 |                         |                         |
| Thief | Microsoft Windows    | febrer 25 de 2014                | Eidos Montréal                                  | Sí      | Sí              | Sí              | Sí                      | [ 310 ]                 |
| Thief | PlayStation 3        | febrer 25 de 2014                | Eidos Montréal                                  | Sí      | Sí              | Sí              | Sí                      | [ 310 ]                 |
| Thief | PlayStation 4        | febrer 25 de 2014                | Eidos Montréal                                  | Sí      | Sí              | Sí              | Sí                      | [ 310 ]                 |
| Thief | Xbox 360             | febrer 25 de 2014                | Eidos Montréal                                  | Sí      | Sí              | Sí              | Sí                      | [ 310 ]                 |
| Thief | Xbox One             | febrer 25 de 2014                | Eidos Montréal                                  | Sí      | Sí              | Sí              | Sí                      | [ 310 ]                 |
| Deus Ex: The Fall                                                                                              | Microsoft Windows    | març 18 de 2014                  | N-Fusion Interactive                            | Sí      | Sí              | Sí              | [ 311 ]                 |                         |
| Rise of Mana                                                                                                   | PlayStation Vita     | abril 23 de 2014                 | Square Enix                                     | Sí      | [ 312 ]         |                 |                         |                         |
| Theatrhythm Final Fantasy: Curtain Call                                                                        | Nintendo 3DS         | abril 24 de 2014                 | indieszero                                      | Sí      | Sí              | Sí              | Sí                      | [ 313 ]                 |
| Left 4 Dead: Survivors                                                                                         | Arcade               | 26 de maig de 2014               | Taito                                           | Sí      | [ 314 ]         |                 |                         |                         |
| Murdered: Soul Suspect                                                                                         | Microsoft Windows    | juny 3 de 2014                   | Airtight Games                                  | Sí      | Sí              | Sí              | Sí                      | [ 315 ]                 |
| Murdered: Soul Suspect                                                                                         | PlayStation 3        | juny 3 de 2014                   | Airtight Games                                  | Sí      | Sí              | Sí              | Sí                      | [ 315 ]                 |
| Murdered: Soul Suspect                                                                                         | PlayStation 4        | juny 3 de 2014                   | Airtight Games                                  | Sí      | Sí              | Sí              | Sí                      | [ 315 ]                 |
| Murdered: Soul Suspect                                                                                         | Xbox 360             | juny 3 de 2014                   | Airtight Games                                  | Sí      | Sí              | Sí              | Sí                      | [ 315 ]                 |
| Murdered: Soul Suspect                                                                                         | Xbox One             | juny 3 de 2014                   | Airtight Games                                  | Sí      | Sí              | Sí              | Sí                      | [ 315 ]                 |
| WRC 4 FIA World Rally Championship                                                                             | PlayStation 3        | juliol 24 de 2014                | Milestone                                       | Sí      | [ 316 ]         |                 |                         |                         |
| WRC 4 FIA World Rally Championship                                                                             | PlayStation Vita     | juliol 24 de 2014                | Milestone                                       | Sí      | [ 316 ]         |                 |                         |                         |
| Transformers: Rise of the Dark Spark                                                                           | PlayStation 3        | agost 28 de 2014                 | Edge of Reality                                 | Sí      | [ 317 ]         |                 |                         |                         |
| Transformers: Rise of the Dark Spark                                                                           | PlayStation 4        | agost 28 de 2014                 | Edge of Reality                                 | Sí      | [ 317 ]         |                 |                         |                         |
| The Walking Dead                                                                                               | PlayStation Vita     | 4 de setembre de 2014            | Telltale Games                                  | Sí      | [ 318 ]         |                 |                         |                         |
| The Amazing Spider-Man 2                                                                                       | PlayStation 3        | 4 de setembre de 2014            | Beenox                                          | Sí      | [ 319 ]         |                 |                         |                         |
| The Amazing Spider-Man 2                                                                                       | PlayStation 4        | 4 de setembre de 2014            | Beenox                                          | Sí      | [ 319 ]         |                 |                         |                         |
| Kingdom Hearts HD 2.5 Remix                                                                                    | PlayStation 3        | octubre 2 de 2014                | Square Enix                                     | Sí      | Sí              | Sí              | Sí                      | [ 320 ]                 |
| Kingdom Hearts HD 2.5 Remix                                                                                    | PlayStation 4        | març 9 de 2017                   | Square Enix                                     | Sí      | Sí              | Sí              | Sí                      | [ 291 ]                 |
| Sleeping Dogs: Definitive Edition                                                                              | Microsoft Windows    | octubre 10 de 2014               | United Front Games                              | Sí      | Sí              | [ 321 ]         |                         |                         |
| Sleeping Dogs: Definitive Edition                                                                              | PlayStation 4        | octubre 10 de 2014               | United Front Games                              | Sí      | Sí              | [ 321 ]         |                         |                         |
| Sleeping Dogs: Definitive Edition                                                                              | Xbox One             | octubre 10 de 2014               | United Front Games                              | Sí      | Sí              | [ 321 ]         |                         |                         |
| Chaos Rings III                                                                                                | PlayStation Vita     | octubre 16 de 2014               | Media.Vision                                    | Sí      | Sí              | [ 322 ]         |                         |                         |
| Call of Duty: Advanced Warfare                                                                                 | Microsoft Windows    | novembre 13 de 2014              | Sledgehammer Games / High Moon Studios          | Sí      | [ 323 ]         |                 |                         |                         |
| Call of Duty: Advanced Warfare                                                                                 | PlayStation 3        | novembre 13 de 2014              | Sledgehammer Games / High Moon Studios          | Sí      | [ 323 ]         |                 |                         |                         |
| Call of Duty: Advanced Warfare                                                                                 | PlayStation 4        | novembre 13 de 2014              | Sledgehammer Games / High Moon Studios          | Sí      | [ 323 ]         |                 |                         |                         |
| Call of Duty: Advanced Warfare                                                                                 | Xbox One             | novembre 13 de 2014              | Sledgehammer Games / High Moon Studios          | Sí      | [ 323 ]         |                 |                         |                         |
| Call of Duty: Advanced Warfare                                                                                 | Xbox 360             | novembre 13 de 2014              | Sledgehammer Games / High Moon Studios          | Sí      | [ 323 ]         |                 |                         |                         |
| Deadman's Cross                                                                                                | PlayStation Vita     | novembre 28 de 2014              | Square Enix                                     | Sí      | [ 312 ]         |                 |                         |                         |
| Lara Croft and the Temple of Osiris                                                                            | Microsoft Windows    | desembre 9 de 2014               | Crystal Dynamics                                | Sí      | Sí              | Sí              | Sí                      | [ 324 ] [ 325 ]         |
| Lara Croft and the Temple of Osiris                                                                            | PlayStation 4        | desembre 9 de 2014               | Crystal Dynamics                                | Sí      | Sí              | Sí              | Sí                      | [ 324 ] [ 325 ]         |
| Lara Croft and the Temple of Osiris                                                                            | Xbox One             | desembre 9 de 2014               | Crystal Dynamics                                | Sí      | Sí              | Sí              | Sí                      | [ 324 ] [ 325 ]         |
| Final Fantasy Explorers                                                                                        | Nintendo 3DS         | desembre 18 de 2014              | Square Enix                                     | Sí      | Sí              | Sí              | [ 326 ]                 |                         |
| Life Is Strange                                                                                                | Microsoft Windows    | gener 30 de 2015                 | Dontnod Entertainment                           | Sí      | Sí              | Sí              | Sí                      | [ 327 ]                 |
| Life Is Strange                                                                                                | PlayStation 3        | gener 30 de 2015                 | Dontnod Entertainment                           | Sí      | Sí              | Sí              | Sí                      | [ 327 ]                 |
| Life Is Strange                                                                                                | PlayStation 4        | gener 30 de 2015                 | Dontnod Entertainment                           | Sí      | Sí              | Sí              | Sí                      | [ 327 ]                 |
| Life Is Strange                                                                                                | Xbox 360             | gener 30 de 2015                 | Dontnod Entertainment                           | Sí      | Sí              | Sí              | Sí                      | [ 327 ]                 |
| Life Is Strange                                                                                                | Xbox One             | gener 30 de 2015                 | Dontnod Entertainment                           | Sí      | Sí              | Sí              | Sí                      | [ 327 ]                 |
| Dragon Quest Heroes: The World Tree's Woe and the Blight Below                                                 | PlayStation 3        | febrer 26 de 2015                | Omega Force                                     | Sí      | Sí              | Sí              | [ 328 ]                 |                         |
| Dragon Quest Heroes: The World Tree's Woe and the Blight Below                                                 | PlayStation 4        | febrer 26 de 2015                | Omega Force                                     | Sí      | Sí              | Sí              | [ 328 ]                 |                         |
| Dragon Quest Heroes: The World Tree's Woe and the Blight Below                                                 | Microsoft Windows    | febrer 26 de 2015                | Omega Force                                     | Sí      | Sí              | Sí              | [ 328 ]                 |                         |
| Dragon Quest Heroes: The World Tree's Woe and the Blight Below                                                 | Nintendo Switch      | març 3 de 2017                   | Omega Force                                     | Sí      | [ 329 ]         |                 |                         |                         |
| Final Fantasy Type-0 HD                                                                                        | PlayStation 4        | març 19 de 2015                  | Square Enix / HexaDrive                         | Sí      | Sí              | Sí              | Sí                      | [ 330 ]                 |
| Final Fantasy Type-0 HD                                                                                        | Xbox One             | març 19 de 2015                  | Square Enix / HexaDrive                         | Sí      | Sí              | Sí              | Sí                      | [ 330 ]                 |
| Final Fantasy Type-0 HD                                                                                        | Microsoft Windows    | març 19 de 2015                  | Square Enix / HexaDrive                         | Sí      | Sí              | Sí              | Sí                      | [ 331 ]                 |
| Theatrhythm Dragon Quest                                                                                       | Nintendo 3DS         | març 26 de 2015                  | indieszero                                      | Sí      | [ 332 ]         |                 |                         |                         |
| Bravely Second: End Layer                                                                                      | Nintendo 3DS         | abril 23 de 2015                 | Silicon Studio / Square Enix                    | Sí      | Sí              | Sí              | Sí                      | [ 333 ]                 |
| Imperial SaGa                                                                                                  | Web browser          | juny 18 de 2015                  | Square Enix                                     | Sí      | [ 334 ]         |                 |                         |                         |
| Figureheads | Microsoft Windows    | juliol 8 de 2015                 | Square Enix                                     | Sí      | [ 335 ]         |                 |                         |                         |
| Figureheads | PlayStation 4        | març 9 de 2017                   | Square Enix                                     | Sí      | [ 336 ]         |                 |                         |                         |
| School of Ragnarok                                                                                             | Arcade               | agost 27 de 2015                 | Square Enix                                     | Sí      | [ 337 ]         |                 |                         |                         |
| Rise of the Tomb Raider                                                                                        | Xbox One             | novembre 10 de 2015              | Crystal Dynamics                                | Sí      | Sí              | Sí              | Sí                      | [ 338 ]                 |
| Rise of the Tomb Raider                                                                                        | Xbox 360             | novembre 10 de 2015              | Crystal Dynamics                                | Sí      | Sí              | Sí              | Sí                      | [ 339 ]                 |
| Rise of the Tomb Raider                                                                                        | PlayStation 4        | octubre 11 de 2016               | Crystal Dynamics                                | Sí      | Sí              | Sí              | Sí                      | [ 340 ]                 |
| Dissidia Final Fantasy                                                                                         | Arcade               | novembre 26 de 2015              | Team Ninja                                      | Sí      | [ 341 ]         |                 |                         |                         |
| Just Cause 3                                                                                                   | Microsoft Windows    | 1 de desembre de 2015            | Avalanche Studios                               | Sí      | Sí              | Sí              | Sí                      | [ 342 ]                 |
| Just Cause 3                                                                                                   | PlayStation 4        | 1 de desembre de 2015            | Avalanche Studios                               | Sí      | Sí              | Sí              | Sí                      | [ 342 ]                 |
| Just Cause 3                                                                                                   | Xbox One             | 1 de desembre de 2015            | Avalanche Studios                               | Sí      | Sí              | Sí              | Sí                      | [ 342 ]                 |
| Dragon Quest Builders                                                                                          | PlayStation 3        | gener 28 de 2016                 | Square Enix                                     | Sí      | Sí              | Sí              | Sí                      | [ 343 ]                 |
| Dragon Quest Builders                                                                                          | PlayStation 4        | gener 28 de 2016                 | Square Enix                                     | Sí      | Sí              | Sí              | Sí                      | [ 343 ]                 |
| Dragon Quest Builders                                                                                          | PlayStation Vita     | gener 28 de 2016                 | Square Enix                                     | Sí      | Sí              | Sí              | Sí                      | [ 343 ]                 |
| I Am Setsuna                                                                                                   | PlayStation 4        | febrer 18 de 2016                | Tokyo RPG Factory                               | Sí      | Sí              | Sí              | Sí                      | [ 344 ]                 |
| I Am Setsuna                                                                                                   | PlayStation Vita     | febrer 18 de 2016                | Tokyo RPG Factory                               | Sí      | Sí              | Sí              | Sí                      | [ 344 ]                 |
| I Am Setsuna                                                                                                   | Microsoft Windows    | juliol 19 de 2016                | Tokyo RPG Factory                               | Sí      | Sí              | Sí              | Sí                      | [ 344 ]                 |
| I Am Setsuna                                                                                                   | Nintendo Switch      | març 3 de 2017                   | Tokyo RPG Factory                               | Sí      | Sí              | Sí              | Sí                      | [ 345 ]                 |
| Moon Hunters                                                                                                   | PlayStation 4        | març 10 de 2016                  | Kitfox Games                                    | Sí      | Sí              | Sí              | Sí                      | [ 346 ]                 |
| Moon Hunters                                                                                                   | PlayStation Vita     | març 10 de 2016                  | Kitfox Games                                    | Sí      | Sí              | Sí              | Sí                      | [ 346 ]                 |
| Moon Hunters                                                                                                   | Microsoft Windows    | març 10 de 2016                  | Kitfox Games                                    | Sí      | Sí              | Sí              | Sí                      | [ 346 ]                 |
| Hitman | Microsoft Windows    | març 11 de 2016                  | IO Interactive                                  | Sí      | Sí              | Sí              | Sí                      | [ 347 ]                 |
| Hitman | PlayStation 4        | març 11 de 2016                  | IO Interactive                                  | Sí      | Sí              | Sí              | Sí                      | [ 347 ]                 |
| Hitman | Xbox One             | març 11 de 2016                  | IO Interactive                                  | Sí      | Sí              | Sí              | Sí                      | [ 347 ]                 |
| Dragon Quest Monsters: Joker 3                                                                                 | Nintendo 3DS         | març 23 de 2016                  | Square Enix                                     | Sí      | [ 348 ]         |                 |                         |                         |
| Star Ocean: Integrity and Faithlessness                                                                        | PlayStation 4        | març 31 de 2016                  | tri-Ace                                         | Sí      | Sí              | Sí              | Sí                      | [ 349 ]                 |
| Dragon Quest Heroes II                                                                                         | PlayStation 3        | maig 27 de 2016                  | Omega Force                                     | Sí      | Sí              | Sí              | Sí                      | [ 350 ]                 |
| Dragon Quest Heroes II                                                                                         | PlayStation 4        | maig 27 de 2016                  | Omega Force                                     | Sí      | Sí              | Sí              | Sí                      | [ 350 ]                 |
| Dragon Quest Heroes II                                                                                         | PlayStation Vita     | maig 27 de 2016                  | Omega Force                                     | Sí      | Sí              | Sí              | Sí                      | [ 350 ]                 |
| Dragon Quest Heroes II                                                                                         | Nintendo Switch      | març 3 de 2017                   | Omega Force                                     | Sí      | [ 329 ]         |                 |                         |                         |
| Dragon Quest Heroes II                                                                                         | Microsoft Windows    | abril 25 de 2017                 | Omega Force                                     | Sí      | Sí              | Sí              | Sí                      | [ 350 ]                 |
| Deus Ex: Mankind Divided                                                                                       | Microsoft Windows    | 23 d'agost de 2016               | Eidos Montréal                                  | Sí      | Sí              | Sí              | Sí                      | [ 351 ]                 |
| Deus Ex: Mankind Divided                                                                                       | PlayStation 4        | 23 d'agost de 2016               | Eidos Montréal                                  | Sí      | Sí              | Sí              | Sí                      | [ 351 ]                 |
| Deus Ex: Mankind Divided                                                                                       | Xbox One             | 23 d'agost de 2016               | Eidos Montréal                                  | Sí      | Sí              | Sí              | Sí                      | [ 351 ]                 |
| The Turing Test                                                                                                | Microsoft Windows    | agost 30 de 2016                 | Bulkhead Interactive                            | Sí      | Sí              | Sí              | Sí                      | [ 352 ]                 |
| The Turing Test                                                                                                | Xbox One             | agost 30 de 2016                 | Bulkhead Interactive                            | Sí      | Sí              | Sí              | Sí                      | [ 352 ]                 |
| Theatrhythm Final Fantasy All-Star Carnival                                                                    | Arcade               | 27 de setembre de 2016           | indieszero                                      | Sí      | [ 353 ]         |                 |                         |                         |
| World of Final Fantasy                                                                                         | PlayStation 4        | 25 d'octubre de 2016             | Tose / Square Enix                              | Sí      | Sí              | Sí              | Sí                      | [ 354 ]                 |
| World of Final Fantasy                                                                                         | PlayStation Vita     | 25 d'octubre de 2016             | Tose / Square Enix                              | Sí      | Sí              | Sí              | Sí                      | [ 354 ]                 |
| Mobius Final Fantasy                                                                                           | Microsoft Windows    | novembre 1 de 2016               | Square Enix                                     | Sí      | Sí              | Sí              | Sí                      | [ 355 ]                 |
| Final Fantasy 15 !Final Fantasy XV                                                                             | PlayStation 4        | novembre 29 de 2016              | Square Enix / HexaDrive / XPEC Entertainment    | Sí      | Sí              | Sí              | Sí                      | [ 356 ]                 |
| Final Fantasy 15 !Final Fantasy XV                                                                             | Xbox One             | novembre 29 de 2016              | Square Enix / HexaDrive / XPEC Entertainment    | Sí      | Sí              | Sí              | Sí                      | [ 356 ]                 |
| SaGa: Scarlet Grace                                                                                            | PlayStation Vita     | 15 de desembre de 2016           | Square Enix                                     | Sí      | [ 357 ]         |                 |                         |                         |
| Kingdom Hearts HD 2.8 Final Chapter Prologue                                                                   | PlayStation 4        | 2017-01-12-gener 12 de 2017      | Square Enix                                     | Sí      | Sí              | Sí              | Sí                      | [ 358 ]                 |
| The Turing Test                                                                                                | PlayStation 4        | 2017-01-23- 23 de gener del 2017 | Bulkhead Interactive                            | Sí      | Sí              | Sí              | Sí                      | [ 352 ]                 |
| Nier: Automata                                                                                                 | PlayStation 4        | 2017-02-23-23 de febrer de 2017  | PlatinumGames                                   | Sí      | Sí              | Sí              | Sí                      | [ 359 ]                 |
| Nier: Automata                                                                                                 | Microsoft Windows    | 2017-03-17-març 17 de 2017       | PlatinumGames                                   | Sí      | Sí              | Sí              | Sí                      | [ 360 ]                 |
| Seiken Densetsu Collection                                                                                     | Nintendo Switch      | 2017-06-01-juny 1 de 2017        | M2                                              | Sí      | [ 361 ]         |                 |                         |                         |
| Final Fantasy XII: The Zodiac Age                                                                              | PlayStation 4        | 2017-07-11-juliol 11 de 2017     | Square Enix / Virtuos                           | Sí      | Sí              | Sí              | Sí                      | [ 362 ]                 |
| Pictlogica Final Fantasy                                                                                       | Nintendo 3DS         | 2017-07-12-12 de juliol de 2017  | Jupiter                                         | Sí      | [ 363 ]         |                 |                         |                         |
| Children of Zodiarcs                                                                                           | PlayStation 4        | 2017-07-18-juliol 18 de 2017     | Cardboard Utopia                                |         |                 |                 |                         | [ 364 ]                 |
| Children of Zodiarcs                                                                                           | Microsoft Windows    | 2017-07-18-juliol 18 de 2017     | Cardboard Utopia                                | [ 364 ] |                 |                 |                         |                         |
| Dragon Quest XI                                                                                                | Nintendo 3DS         | 2017-07-29-juliol 29 de 2017     | Square Enix / Armor Project                     |         | [ 365 ]         |                 |                         |                         |
| Dragon Quest XI                                                                                                | PlayStation 4        | 2017-07-29-juliol 29 de 2017     | Square Enix / Armor Project                     | [ 365 ] |                 |                 |                         |                         |
| Dragon Quest XI                                                                                                | Nintendo Switch      | A anunciar                       | Square Enix / Armor Project                     |         | [ 365 ]         |                 |                         |                         |
| Life Is Strange: Before the Storm                                                                              | Microsoft Windows    | 2017-08-31-agost 31 de 2017      | Deck Nine                                       |         |                 |                 |                         | [ 366 ]                 |
| Life Is Strange: Before the Storm                                                                              | PlayStation 4        | 2017-08-31-agost 31 de 2017      | Deck Nine                                       | [ 366 ] |                 |                 |                         |                         |
| Life Is Strange: Before the Storm                                                                              | Xbox One             | 2017-08-31-agost 31 de 2017      | Deck Nine                                       | [ 366 ] |                 |                 |                         |                         |
| Battalion 1944                                                                                                 | Microsoft Windows    | 2017                             | Bulkhead Interactive                            |         |                 |                 |                         | [ 367 ]                 |
| Battalion 1944                                                                                                 | PlayStation 4        | 2017                             | Bulkhead Interactive                            | [ 367 ] |                 |                 |                         |                         |
| Battalion 1944                                                                                                 | Xbox One             | 2017                             | Bulkhead Interactive                            | [ 367 ] |                 |                 |                         |                         |
| Final Fantasy Type-0 Online                                                                                    | Microsoft Windows    | 2017                             | Perfect World                                   |         | [ 368 ]         |                 |                         |                         |
| Itadaki Street: Dragon Quest & Final Fantasy 30th Anniversary                                                  | PlayStation 4        | 2017                             | Square Enix                                     |         | [ 369 ]         |                 |                         |                         |
| Itadaki Street: Dragon Quest & Final Fantasy 30th Anniversary                                                  | PlayStation Vita     | 2017                             | Square Enix                                     | [ 369 ] |                 |                 |                         |                         |
| Lost Sphear | Nintendo Switch      | 2017                             | Tokyo RPG Factory                               |         |                 |                 |                         | [ 370 ]                 |
| Lost Sphear | PlayStation 4        | 2017                             | Tokyo RPG Factory                               | [ 370 ] |                 |                 |                         |                         |
| Lost Sphear | Microsoft Windows    | 2018                             | Tokyo RPG Factory                               | [ 371 ] |                 |                 |                         |                         |
| Dissidia Final Fantasy NT                                                                                      | PlayStation 4        | 2018                             | Team Ninja                                      |         |                 |                 |                         | [ 372 ]                 |
| Kingdom Hearts 03 !Kingdom Hearts III                                                                          | PlayStation 4        | A anunciar                       | Square Enix                                     |         |                 |                 |                         | [ 373 ]                 |
| Kingdom Hearts 03 !Kingdom Hearts III                                                                          | Xbox One             | A anunciar                       | Square Enix                                     | [ 373 ] |                 |                 |                         |                         |
| Final Fantasy VII Remake                                                                                       | PlayStation 4        | A anunciar                       | Square Enix                                     |         |                 |                 |                         | [ 374 ]                 |
| Project Octopath Traveler                                                                                      | Nintendo Switch      | A anunciar                       | Silicon Studio                                  |         |                 |                 |                         | [ 375 ]                 |
| Project Prelude Rune                                                                                           | TBA                  | A anunciar                       | Studio Istolia                                  |         |                 |                 |                         | [ 376 ]                 |
| The Avengers Project                                                                                           | TBA                  | A anunciar                       | Crystal Dynamics / Eidos Montréal               |         |                 |                 |                         | [ 377 ]                 |
| Life Is Strange 2                                                                                              | TBA                  | A anunciar                       | Dontnod Entertainment                           |         |                 |                 |                         | [ 378 ]                 |
| Guardians of the Galaxy                                                                                        | TBA                  | A anunciar                       | Crystal Dynamics / Eidos Montréal               |         |                 |                 |                         | [ 379 ]                 |
| Antique Carnevale                                                                                              | TBA                  | A anunciar                       | Square Enix                                     |         | [ 380 ]         |                 |                         |                         |
| AAA Title | Microsoft Windows    | A anunciar                       | People Can Fly                                  |         |                 |                 |                         | [ 381 ]                 |
| AAA Title | TBA Consoles         | A anunciar                       | People Can Fly                                  | [ 381 ] |                 |                 |                         |                         |